# Opération Auburn
 (septembre 2021).
Si vous disposez d'ouvrages ou d'articles de référence ou si vous connaissez des sites web de qualité traitant du thème abordé ici, merci de compléter l'article en donnant les références utiles à sa vérifiabilité et en les liant à la section « Notes et références ».
 (septembre 2021).
La mise en forme du texte ne suit pas les recommandations de Wikipédia : il faut le « wikifier ».
Les points d'amélioration suivants sont les cas les plus fréquents. Le détail des points à revoir est peut-être précisé sur la page de discussion.
- Les titres sont pré-formatés par le logiciel. Ils ne sont ni en capitales, ni en gras.
- Le texte ne doit pas être écrit en capitales (les noms de famille non plus), ni en gras, ni en italique, ni en « petit »…
- Le gras n'est utilisé que pour surligner le titre de l'article dans l'introduction, une seule fois.
- L'italique est rarement utilisé : mots en langue étrangère, titres d'œuvres, noms de bateaux, etc.
- Les citations ne sont pas en italique mais en corps de texte normal. Elles sont entourées par des guillemets français : « et ».
- Les listes à puces sont à éviter, des paragraphes rédigés étant largement préférés. Les tableaux sont à réserver à la présentation de données structurées (résultats, etc.).
- Les appels de note de bas de page (petits chiffres en exposant, introduits par l'outil «  Source ») sont à placer entre la fin de phrase et le point final[comme ça].
- Les liens internes (vers d'autres articles de Wikipédia) sont à choisir avec parcimonie. Créez des liens vers des articles approfondissant le sujet. Les termes génériques sans rapport avec le sujet sont à éviter, ainsi que les répétitions de liens vers un même terme.
- Les liens externes sont à placer uniquement dans une section « Liens externes », à la fin de l'article. Ces liens sont à choisir avec parcimonie suivant les règles définies. Si un lien sert de source à l'article, son insertion dans le texte est à faire par les notes de bas de page.
- La présentation des références doit suivre les conventions bibliographiques. Il est recommandé d'utiliser les modèles {{Ouvrage}}, {{Chapitre}}, {{Article}}, {{Lien web}} et/ou {{Bibliographie}}. Le mode d'édition visuel peut mettre en forme automatiquement les références.
- Insérer une infobox (cadre d'informations à droite) n'est pas obligatoire pour parachever la mise en page.

Pour une aide détaillée, merci de consulter Aide:Wikification.
Si vous pensez que ces points ont été résolus, vous pouvez retirer ce bandeau et améliorer la mise en forme d'un autre article.
Guerre du Viêt Nam
Batailles
L'opération Auburn est une opération du Corps des Marines des États-Unis qui s'est déroulée au sud de Da Nang, du 28 décembre 1967 au 3 janvier 1968.

## Description
L'île de Go Noi était située à environ 25 km au sud de Da Nang à l'ouest de l'autoroute 1, ainsi que la zone située directement au nord de l'île, surnommée Dodge City par les Marines en raison des embuscades et des échanges de tirs fréquents, c'était un bastion et une zone de base vietcong (VC) et  de l'Armée populaire du Vietnam (PAVN). Alors que l'île était relativement plate, les petits hameaux de l'île étaient reliés par des haies et des chemins dissimulés offrant un solide réseau défensif. Go Noi était la base des bataillons VC R-20 et V-25 et, croyait-on, des éléments de la 2e division PAVN (en),. Les renseignements américains pensaient que les éléments des R-20, V-25 et le Group-44 du quartier général vietcong revenaient à leur base de Go Noi, le colonel Bohn a décidé de les surprendre par une opération de Recherceh et destruction.
Le plan opérationnel prévoyait qu'un hélicoptère aurait fait exprès d'atterrir d'urgence à un point donné pour attirer l'ennemi. Quatre compagnies d'infanterie de marine établiraient des positions de blocage le long des voies ferrées sur l'île de Go Noi tandis qu'une force de l'armée de la République du Vietnam (ARVN) balayait d'est en ouest le long de la route 537 dans l'espoir de pousser le PAVN/VC contre les Marines et une position de blocage sud établie par le 1er Bataillon, 7e Régiment d'infanterie (en) dans la région de l'opération Wheeler/Wallowa,.

## Opération
L'Opération Auburn débute le 28 décembre 1967. À la suite d'un bombardement aérien et d'artillerie préparatoire, à 9 h 4 ce jour-là, des hélicoptères des Marines commencèrent à débarquer la Compagnie E, 2e Bataillon du 3e Marines à Landing Zone Hawk (15,848°N 108,192°E). Les Marines ont été confrontés à des tirs d'armes légères provenant du village de Bao An Dong (15,85 ° N 108,186 ° E) à l'ouest de la zone d'atterrissage et alors qu'ils avançaient sur le village, ils ont été touchés par un feu nourri, ont été stoppés et se sont retirés pour permettre des frappes aériennes sur le village. La Compagnie I, 3e bataillon du 5e Marines et le groupe de commandement sont arrivés à la zone de débarquement à 11 h 30, la Compagnie I a rapidement sécurisé un hameau voisin tandis que la Compagnie E est restée engagée à Bao An Dong avec 5 tués et 9 blessés. La compagnie I a ensuite été envoyée pour soutenir la compagnie E mais a été arrêtée par Vietcong (VC) caché dans l'herbe à éléphant. Les deux compagnies étant immobilisées, le soutien aérien et d'artillerie fut appelé près des lignes de la Marine. À 15 h 30, la compagnie M, 3/5 Marines ont été débarqués et envoyés en avant pour soutenir la compagnie E. Les pertes du 3e Marines pour la journée ont été de 19 morts et 25 blessés, neuf des Marines morts avaient été laissés pour compte lors du retrait, tandis que le PAVN/VC avait perdu 32 tués.
L'opération est surtout menée par le 5e Marines et est centrée sur le sud-ouest de Hoi An. Dans la matinée du 29 décembre, les compagnies E et G 2e bataillon du 5e Marines et le groupe de commandement du 5e régiment de Marines ont débarqué à LZ Hawk sous le commandement du lieutenant colonel Robert J. Mc Naughton, et le commandant du 5e Marines, le Colonel Robert D. Bohn a pris le commandement de l'opération du commandant des Marines 3/5, le colonel Rockey. La compagnie E suivie de la compagnie G ont avancé sur Bao An Dong et après une brève escarmouche avec les défenseurs de PAVN/VC ont sécurisé le village à midi, récupérant également les corps des neuf Marines tués la veille. Deux Vietcongs suspectés ont été capturés et environ six Vietcongs ont été tués.
Le 30 décembre, l'ARVN a conclu son opération de balayage avec des résultats minimes, mais l'opération a été prolongée après avoir reçu des renseignements selon lesquels une unité ennemie était située entre LZ Hawk et le Liberty bridge (WikiMiniAtlas15.841°N 108.121°E). L'opération a cependant été réduite en taille et le commandement opérationnel est revenu au lieutenant-colonel Rockey. Dans l'après-midi du 3 mars, les Marines avaient balayés 7 km vers l'ouest et se trouvaient près du Liberty bridge, ayant rencontré une résistance minimale.

## Conséquences
L'opération Auburn s'est terminée à 17 h 25 le 3 janvier 1968, les marines ayant eu 23 morts et 60 blessés (Le Monde signale 22 marines tués et 75 blessés) et le PAVN/VC 37 tués. La majorité des pertes des marines ont eu lieu lors de l'engagement du 28 décembre,.

## Sources
- History and Museums Division, Headquarters, U.S. Marine Corps.
- (en) Jack Shulimson, Leonard A. Blasiol, Charles R. Smith et David A. Dawson, « Operation Auburn : Searching the Go Noï », dans US Marines In Vietnam : The Defining Year 1968, History and Museums Division, Headquarters, U.S. Marine Corps, 1997 (ISBN 0-16-049125-8, lire en ligne [PDF]), p. 91-97
- Kelley, Michael (2002). Where we were in Vietnam. Hellgate Press. pp. 5–150.  (ISBN 978-1555716257)
- (en) Ronald J. Brown, A few good men : the story of the Fighting Fifth Marines, Novato, CA, Presidio Press, 2001 (OCLC 649874353), The last combat of 1967 was Operation Auburn pp304-305